# Lineaire deelruimte
Een lineaire deelruimte is in de lineaire algebra een deelverzameling van een vectorruimte die, bij dezelfde optelling en scalaire vermenigvuldiging als in die ruimte zelf, ook een vectorruimte is.
De deelverzameling {\displaystyle W} van een vectorruimte {\displaystyle V} is een lineaire deelruimte van {\displaystyle V} als de optelling en scalaire vermenigvuldiging van {\displaystyle V} inwendig zijn in {\displaystyle W.} Dit wordt verwoord in de volgende stelling.

## Stelling
Zij {\displaystyle V} een vectorruimte over een lichaam (Ned) / veld (Be) {\displaystyle K} met optelling "{\displaystyle +}" en scalaire vermenigvuldiging "{\displaystyle \cdot }". Een deelverzameling {\displaystyle W} van {\displaystyle V} is een lineaire deelruimte van {\displaystyle V}, als {\displaystyle W} niet leeg is en voor alle {\displaystyle w,w'\in W} en {\displaystyle \alpha \in K} geldt dat {\displaystyle w+w'\in W} en {\displaystyle \alpha \cdot w\in W} (anders gezegd: {\displaystyle +(W\times W)\subseteq W} en {\displaystyle \cdot (K\times W)\subseteq W}).

### Bewijs
Het is duidelijk dat de voorwaarden noodzakelijk zijn.
Vrijwel alle eisen voor een vectorruimte volgen triviaal uit de voorwaarden omdat {\displaystyle V} een vectorruimte is; voor ieder element van {\displaystyle W} is de scalaire vermenigvuldiging met −1 de inverse en is de vermenigvuldiging met 0 het neutrale element.

### Gevolg
Een deelruimte kan dus nooit leeg zijn, want hij bevat op zijn minst het neutrale element 0, waarvoor geldt dat {\displaystyle x+0=x=0+x}. Dit neutrale element 0 is ook uniek.

## Voorbeelden
Voorbeeld 1
Beschouw {\displaystyle V} de vectorruimte van alle polynomen (ook geschreven als {\displaystyle \mathbb {R} [X]} of {\displaystyle a+bX+cX^{2}+\cdots }) en {\displaystyle W} de verzameling polynomen waarbij alle termen even machten hebben ({\displaystyle W=a+bX^{2}+cX^{4}+\cdots }) beide met de triviale optelling en scalaire vermenigvuldiging. Dan is {\displaystyle W} een deelverzameling van {\displaystyle V}, want de som van twee veeltermen met enkel termen met even machten is opnieuw een element van {\displaystyle W}. Hetzelfde geldt voor de scalaire vermenigvuldiging.
Voorbeeld 2
Zij {\displaystyle V} de vectorruimte van aftelbaar oneindige rijen reële getallen ({\displaystyle \mathbb {R^{N}} }). Dan geldt dat de verzameling {\displaystyle W} van alle vectoren in {\displaystyle V} met slechts eindig veel elementen ongelijk aan 0, een echte lineaire deelruimte is van {\displaystyle W.}